# Los bandidos de Río Frío (telenovela)
Los bandidos de Río Frío fue una telenovela mexicana producida por David Antón para Corporación Mexicana de Radio y Televisión, Canal 13 en 1976. Adaptación de la novela homónima del escritor Manuel Payno y adaptada por Edmundo Báez, contó con un gran elenco de actores.

## Elenco
- Julissa - Cecilia
- Ofelia Guilmáin - Calavera Catrina
- Víctor Alcocer
- Julio Aldama - Evaristo
- Sergio de Bustamante - Relumbrón
- Blanca Sánchez - Mariana
- Rogelio Guerra - Juan Robreño
- Norma Lazareno - Casilda
- Miguel Manzano - Lic. Olañeta
- Jorge del Campo - Lamparilla
- José Carlos Ruiz - Bedolla
- Carmelita González - Pascuala
- Porfirio Bas - Juan
- Lilia Aragón - Severa
- Lupita Lara - Amparo
- Luis Torner - Moctezuma III
- Lucía Guilmáin - Juliana
- Raúl Meraz - Remigio
- Hortensia Santoveña - María Pánfila
- Pilar Souza - María Pantaleona
- Judy Ponte - María Jilipa
- Queta Carrasco - Matiana
- Ada Carrasco - Nastasita
- Beatriz Aguirre - Agustina
- Malena Doria - Tules
- Rubén Rojo - Marqués de Valle Alegre
- Juan García Chapa
- Helena Chaboni
- Beatriz Serrano
- Emmanuel Prit